# Sigge Eggwertz
Sigge Fridolf Eggwertz, född 22 september 1919 i Göteborg, död 22 december 2008, var en svensk väg- och vattenbyggnadsingenjör. 
Eggwertz, som var son till stadsingenjör Fridolf Eggwertz och Signe Jonsson, avlade studentexamen i Östersund 1938, utexaminerades från Kungliga Tekniska högskolan 1942 och blev teknologie licentiat 1946. Han blev ingenjör vid AB Vattenbyggnadsbyrån 1942, på institutionen för brobyggnad vid Kungliga Tekniska högskolan 1943, vid Flygtekniska försöksanstalten 1948, blev förste forskningsingenjör 1950 och laborator där från 1964. Han författade skrifter om hållfasthetsproblem.